# Cocculinella coercita
Cocculinella coercita is een slakkensoort uit de familie van de Cocculinellidae. De wetenschappelijke naam van de soort is voor het eerst geldig gepubliceerd in 1907 door Hedley als Cocculina coercita Hedley, 1907